# Caméra à détection de mouvement
 (avril 2012).
Si vous disposez d'ouvrages ou d'articles de référence ou si vous connaissez des sites web de qualité traitant du thème abordé ici, merci de compléter l'article en donnant les références utiles à sa vérifiabilité et en les liant à la section « Notes et références ».
Une caméra à détection de mouvement est un appareil de prise de vue associé à un capteur thermique sensible à la variation du rayonnement infrarouge engendrée par le mouvement de personnes ou d'animaux. La prise de vue est déclenchée par un dispositif électronique dès que le capteur détecte une telle variation. 
Ce type d'appareil est utilisé pour assurer la surveillance de certains lieux ; dans ce cas, il est le plus souvent associé à une alarme et les images enregistrées peuvent être consultées en direct par liaison filaire ou immatérielle. Des caméras à détection de mouvement sont également utilisées pour enregistrer la présence d'animaux, il s'agit alors de caméras légères et facilement transportables, fonctionnant sur piles ou batteries, qui sont habituellement fixées dans la végétation.
La discrétion de ces systèmes est une des conditions de leur bonne utilisation.

## Équipement et caractéristiques
Ces appareils sont conçus pour être le plus indétectables possible. Ils ne doivent pas émettre de lumière ni de bruit sous peine d'être facilement repérés.
Dans la journée, le capteur numérique de l'appareil de prise de vue exploite la lumière du jour. De nuit, il exploite le rayonnement de diodes (DEL) dans une gamme non visible par l'homme et par la faune, ce qui rend l'appareil complètement indétectable.
Les caméras utilisées pour la photographie de la faune sont des objets de petite taille (la taille d'un appareil photo conventionnel) et sont fréquemment dotées d'un revêtement mimétique les rendant difficiles à trouver dans un environnement naturel.

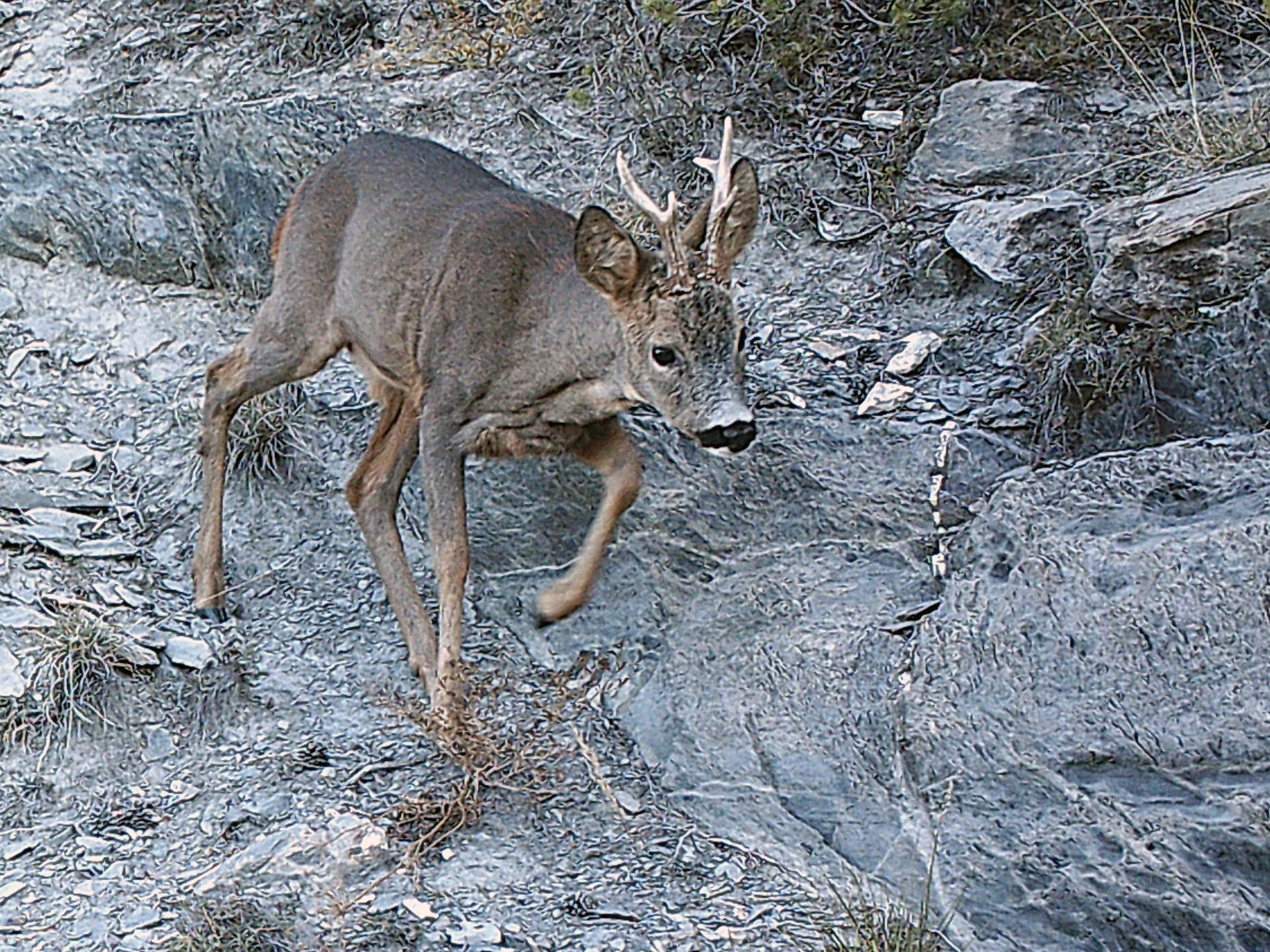
Chevreuil photographié automatiquement par une caméra à détection de présence.

Destinées à servir en plein air, ces caméras sont résistantes aux conditions d'utilisation parfois extrêmes. Elles doivent ainsi être étanches à la pluie et aux poussières (habituellement IP 65 ou 66), résistantes aux chocs et à des variations de température souvent comprises entre −20  et   +50 °C.
Les caméras reçoivent une carte photographique numérique sur laquelle sont stockées les images sous forme de fichiers.

## Programmation
Ces caméras peuvent être programmées pour prendre des photos et vidéos dès lors que leurs capteurs s'activent. Les modèles les plus rapides sont équipés d'un unique capteur de mouvement central. D'autres, beaucoup plus lents, sont équipés de deux ou trois capteurs permettant à l'appareil de sortir de sa veille et avoir ainsi le temps de réaction nécessaire pour prendre le sujet en photo dans son champ de vision (un seul capteur central sur de tels modèles très lents entrainerait un déclenchement trop tardif pour prendre le sujet en photo, celui-ci étant déjà sorti du champ au moment du déclenchement photographique).

## Observation de la faune
Les modèles prévus spécifiquement pour l'observation animale sont petits et légers ce qui les rend facilement transportables, et difficilement détectables par exemple par un promeneur. Ils disposent d'une autonomie énergétique pouvant aller jusqu'à plusieurs mois, afin d'offrir de longues périodes de fonctionnement nécessaires pour des espèces à très faible densité, en évitant le dérangement qui serait provoqué par des interventions trop fréquentes sur l'appareil. Pour obtenir une autonomie encore plus importante, certains modèles sont munis d'une connexion à une batterie extérieure ou à un système autonome intégral d'alimentation comprenant une batterie et un panneau solaire rechargeant celle-ci.

## Temps réel
Certains modèles de caméra à détecteur de mouvement sont reliés au réseau de téléphonie mobile (GSM ou 4G). D'autres peuvent communiquer en Wi-Fi ou en Bluetooth mais sur de courtes distances. L'utilisateur peut ainsi consulter à distance les prises de vue réalisées.